# حزب الوحدة والديمقراطية
حزب الوحدة والديمقراطية (بالفرنسية: Parti de l'unité et de la démocratie)‏ ويختصر PUD هو حزب سياسي مغربي تم تأسيسه سنة 2009 من طرف أحمد فطري وأحدث نتيجة انقسامه عن حزب الاستقلال، عقد أول اجتماع للجنته التحضيرية في فبراير 2007، واستطاع الحصول على الاعتراف الرسمي في 2 يناير 2009، ويتشكل المكتب السياسي للحزب من 27 عضوا وحوالي 40 فرعا للحزب على المستوى الوطني.

## الأداء الإنتخابي
- في الانتخابات التشريعية المغربية 2011 استطاع الحزب الحصول على مقعد واحد لصالحه في إقليم تازة من بين 395 مقعدا المكونة لمجلس النواب.[2]
- وعند مشاركة الحزب في الانتخابات البلدية المغربية 2009 حصل على 84 مقعدا مع 0.30 % من الأصوات.
- وفي الانتخابات التشريعية المغربية 2016 تمكن الحزب من حصد مقعد واحد من أصل 395 مقعد في مجلس النواب.[3]